# Catoptria olympica
Catoptria olympica là một loài bướm đêm trong họ Crambidae.